# Chloropelix indica
Chloropelix indica är en insektsart som beskrevs av Chandrasekhara A. Viraktamath 1989. Chloropelix indica ingår i släktet Chloropelix och familjen dvärgstritar. Inga underarter finns listade i Catalogue of Life.